# Chráněná dílna

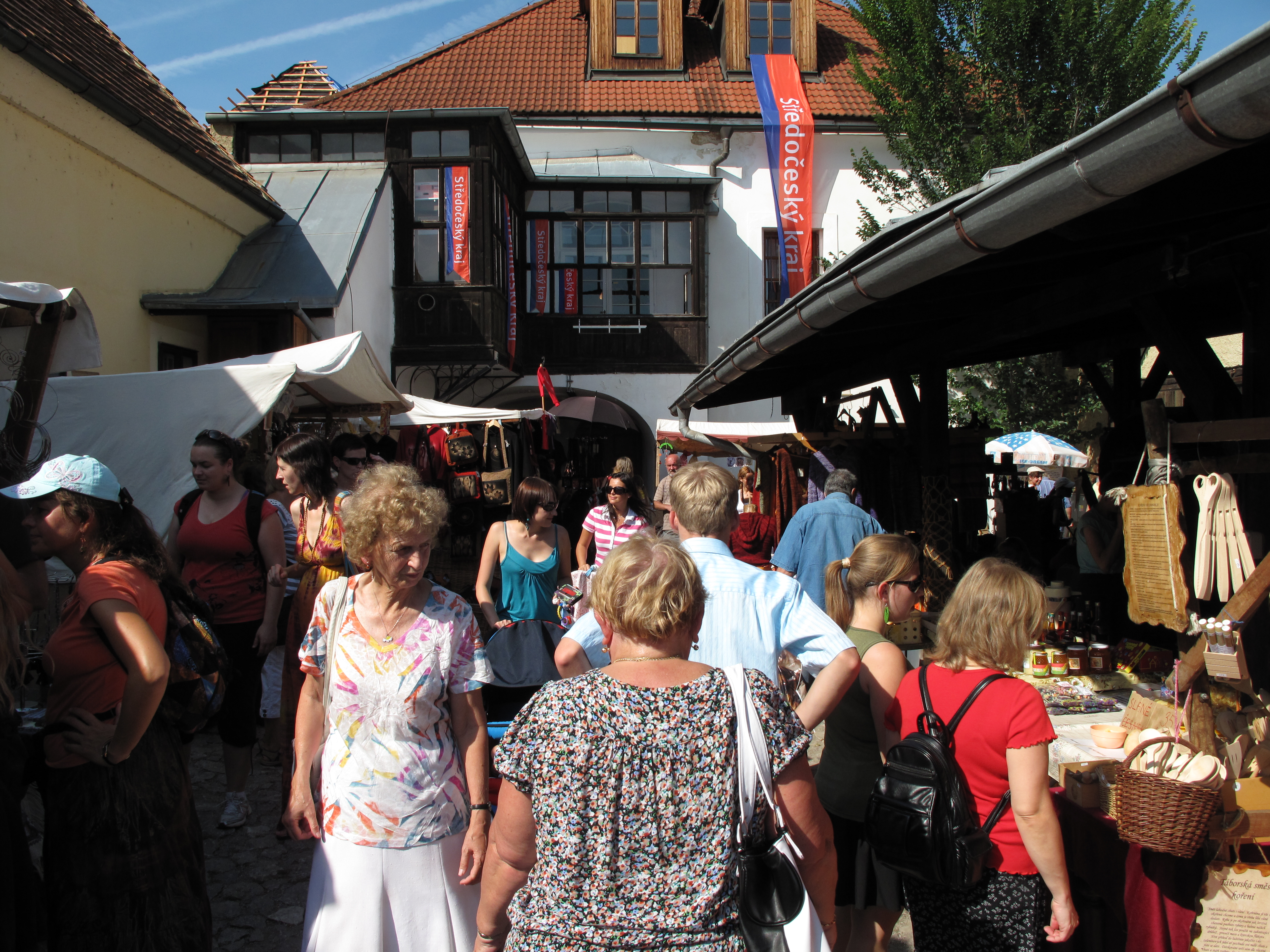
Trh chráněných dílen v Berouně

Chráněná dílna je obecný název pro dílnu určenou pro práci lidí se zdravotním postižením. Chráněné dílny se zabývají různými činnostmi, nejčastěji však výrobou různých předmětů, které pak prodávají a vydělávají si tak na svoji činnost. Chráněné dílny často zajišťují různá občanská sdružení a jiné neziskové organizace; potažmo obce. Ve většině případů je těžké dílny dohledat, a proto 30. 6. 2017 však vznikl projekt Chráněné dílny OZP, který si dává za cíl propojit veřejnost a chráněné dílny, aby bylo možné jednodušeji využít jejich služeb.

## Změna v zákoně o zaměstnanosti od roku 2012
S účinností od 1. ledna 2012 už dle zákona č. 435/2004 Sb., o zaměstnanosti chráněné dílny neexistují. Byly totiž nahrazeny institutem chráněné pracovní místo.
To však neznamená, že chráněné dílny v praxi neexistují. Změna je v tom, že zákon č. 435/2004 Sb, o zaměstnanosti s tímto právním institutem již dále nepočítá, ale ve skutečnosti chráněné dílny fungují dál.
Jde o to, že podle předchozí právní úpravy obsažené v zákoně č. 435/2004 Sb, o zaměstnanosti, poskytoval Úřad práce zaměstnavateli příspěvek na vytvoření chráněné pracovní dílny. Nyní ovšem už v zákoně o zaměstnanosti institut chráněné dílny nefiguruje. Místo něho existuje institut chráněné pracovní místo. Takže zaměstnavatelé osob se zdravotním postižením (resp. v některých případech osoby se zdravotním postižením samostatně výdělečně činné) již nedostávají příspěvek na vytvoření chráněné pracovní dílny, nýbrž příspěvek na zřízení každého takového chráněného pracovního místa (pokud splní dané podmínky), dále příspěvek na podporu zaměstnávání osob se zdravotním postižením na chráněném pracovním místě a konečně mohou dostat příspěvek na částečnou úhradu provozních nákladů chráněného pracovního místa.
Z výše uvedeného vyplývá, že u zaměstnavatele osob se zdravotním postižením, může mít i nadále takové pracoviště název chráněná dílna. Takový zaměstnavatel pak může na základě dohody s příslušným Úřadem práce zřídit i několik chráněných pracovních míst v rámci jedné chráněné dílny a příslušné příspěvky od Úřadu práce (pokud splní dané podmínky) může dostat na každé takové chráněné pracovní místo. Jinými slovy – Úřad práce nebude přispívat na chráněnou dílnu jako takovou ale na každé chráněné místo zvlášť.